# Kon Ichikawa

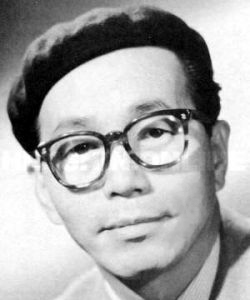
Kon Ichikawa

Kon Ichikawa (japanisch 市川 崑, Ichikawa Kon; * 20. November 1915 in Ise, Präfektur Mie; † 13. Februar 2008 in Tokio) war ein japanischer Filmregisseur, Drehbuchautor und Filmproduzent.

## Biografie
1915 mit bürgerlichem Namen Giichi Ichikawa (市川 儀一) geboren, machte Kon Ichikawa seine ersten Erfahrungen im Filmgeschäft als Trickfilmzeichner und wurde dann Assistent von Tamizo Ishida. Seine erste bekannte Arbeit war der fünfminütige Trickfilm Yowamushi Chinsengumi (弱虫珍選組), der 2014 wiedergefunden wurde.
Entscheidend für seine Karriere war die Ehe mit der Drehbuchautorin Natto Wada, mit der er bis zu ihrem Tod im Jahr 1983 eine ganze Reihe sozialkritischer Filme von überwältigender ästhetischer Schönheit und Ausgewogenheit schuf, insbesondere Enjo und Hakai. In dieser Phase arbeitete Ichikawa auch häufig mit dem Kameramann Kazuo Miyagawa zusammen, der mit Kenji Mizoguchi und Akira Kurosawa berühmte Filme wie Rashomon – Das Lustwäldchen und Ugetsu – Erzählungen unter dem Regenmond geschaffen hatte. Seine ersten eigenständigen Arbeiten waren zumeist satirische Komödien, bis er mit Freunde bis zum letzten, einem Antikriegsfilm über einen Soldaten, der zum Mönch wird, um seine gefallenen Kameraden zu beerdigen, dann auch als Künstler ernst genommen wurde.
Anschließend genoss Ichikawa weitgehende künstlerische Freiheit. Er lebte diese aus, indem er mit Bonchi einen Film drehte, in dem eine von Frauen dominierte Familie einen Erben benötigt, weshalb die Frauen beschließen, den einzigen männlichen Nachkommen zu verheiraten. Damit verkehren Ichikawa und Wada die sozialen Verhältnisse in ihr Gegenteil und kontrastieren die ruchlosen, kaltblütigen und machtorientierten Frauen mit typischen Mädchenbildern aus der japanischen Kultur. Die Gegenüberstellung von Schönheit und Gewalt wird in Hakai zum zentralen künstlerischen Element. Hier geht es um einen Paria, einen Angehörigen der Burakumin-Klasse, der als kleiner Schullehrer im ländlichen Japan unter Diskriminierung und Verachtung leidet. Die trostlosen Verhältnisse des Lehrers werden dabei immer wieder kontrastiert mit der überwältigenden Schönheit der Landschaft: Schönheit überdeckt die dunklen Seiten der Realität. Für die Schlussszene von Hakai wartete Ichikawa zwei Wochen lang in den Bergen auf Schnee, was die Kosten des Films explodieren ließ, weshalb er anschließend einige künstlerisch weniger anspruchsvolle Auftragsarbeiten für sein Studio übernehmen musste. Nach dem Tod seiner Frau gelangen ihm kaum noch Filme von großer künstlerischer Bedeutung.

## Filmografie (Auswahl)
- 1935: Yowamushi Chinsengumi
- 1946: Musume no Dōjōji
- 1947: Tōhō sen'ichi-ya
- 1949: Hateshinaki jōnetsu
- 1949: Die Vielfalt des Menschen (Ningen moyō)
- 1952: Die Frau, deren Fuß meinen berührte (Ashi ni sawatta onna)
- 1956: Freunde bis zum letzten (Biruma no tategoto)
- 1956: Katsumi, der Rebell (Shokei no heya)
- 1958: Der Tempel zur Goldenen Halle (Enjō)
- 1959: Kagi
- 1959: Nobi
- 1960: Bonchi
- 1962: Ich bin zwei Jahre alt (Watashi wa nisai)
- 1962: Hakai
- 1963: Taiheiyo hitori-botchi
- 1963: Yukinojos Rache (Yukinojō henge)
- 1965: Tokio 1964 (Tōkyō orimpikku)
- 1966: Die Geschichte vom Prinzen Genji (Genji monogatari)
- 1973: München 1972 – 8 berühmte Regisseure sehen die Spiele der XX. Olympiade (Visions of Eight) – Dokumentation mit sieben anderen Regisseuren
- 1983: Die Töchter des Hauses Makioka (Sasame yuki)
- 1987: Die Legende von der Mondprinzessin (Taketori monogatari)
- 1994: 47 Ronin (Shijūshichinin no shikaku)